# Seticornuta cortesi
Seticornuta cortesi là một loài tò vò trong họ Ichneumonidae.